# بخش آنتریم، واتونوان، مینه سوتا
بخش آنتریم (به انگلیسی: Antrim Township) یک منطقهٔ مسکونی در ایالات متحده آمریکا است که در شهرستان واتونون، مینه‌سوتا واقع شده‌است.
 بخش آنتریم ۹۲٫۷ کیلومتر مربع مساحت و ۲۹۱ نفر جمعیت دارد و ۳۲۶ متر بالاتر از سطح دریا واقع شده‌است.